# 澳門2024年度頒授勳章、獎章和獎狀名單
澳門2024年度頒授勳章、獎章和獎狀名單於2024年11月4日由澳門特別行政區行政長官賀一誠簽署，並於《澳門特別行政區政府公報》公布，共有32位個人或實體分別獲授勳，表揚他們在個人成就、社會貢獻或服務澳門特別行政區方面有傑出的表現。勳章、奬章和奬狀頒授儀式於2024年11月29日舉行。

## 榮譽勳章
金蓮花榮譽勳章
- 澳門仁慈堂
- 衛生局仁伯爵綜合醫院
- 歐安利
- 林金城
- 陳澤武

銀蓮花榮譽勳章
- 澳門廠商聯合會
- 澳門國際銀行股份有限公司

## 功績勳章
專業功績勳章
- 江朝暉
- 馬志毅
- 楊道匡
- 張宗真
- 周永豪

工商功績勳章
- 澳門公共汽車股份有限公司
- 安福化藥廠有限公司
- 博維資訊系統有限公司

旅遊功績勳章
- 澳門酒店協會

教育功績勳章
- 培正中學
- 同善堂中學
- 邱庭彪
- 麥沛然

文化功績勳章
- 飛文基

仁愛功績勳章
- 龔樹根
- 李從正
- 陳家良

體育功績勳章
- 澳門田徑總會

## 傑出服務獎章
勞績獎章
- 蔡兆源

社會服務獎章
- 許彩嫻

功績獎狀
- 培道中学天文小組
- 徐子恒
- 梁博睎
- 吳文杰
- 王璨瑩